# 越南多元君主立憲聯盟
越南多元君主立憲聯盟是一个以美国为基地的君主主义和反共主义组织。它寻求在君主立宪制下恢复阮朝在越南的王位，类似于柬埔寨和泰国的君主制。该组织认为，保大帝是越南最后一位合法统治者。然而保大并不支持该组织及其政治抱负。

## 历史
越南多元君主立宪联盟由其现任主席兼摄政阮福保正于1993年成立，他是越南王室成员，1975年后因政治原因逃离南越。
越南最后一位皇帝保大一直住在欧洲，直到1997年7月30日去世。王储保隆故意不参政，在法国巴黎安静地生活，直到2007年7月28日去世。其弟保陞王子一直支持越南多元君主立宪联盟，直到他于2017年3月15日去世。皇室首领的职位现在由保玉王子担任。

## 政治立场
越南多元君主立宪联盟认为，“只有阮朝的有限君主制才能成功维护越南的文化独立”，“只有维护越南民族主义和个人自由的政府才能完全成功恢复国家”。该组织谴责越南共产党政府的腐败与对人权的侵犯。